# Kořenice
Kořenice település Csehországban, a Kolíni járásban. Kořenice Suchdol, Bečváry, Ratboř, Lošany, Dolní Chvatliny és Kbel településekkel határos. Lakosainak száma 616 fő (2024. január 1.).

## Népesség
A település lakosságának változását az alábbi diagram mutatja:
| Lakosok száma | 1051 | 1138 | 1069 | 815  | 687  | 579  | 623  | 642  | 624  | 616  |
|               | 1869 | 1890 | 1921 | 1950 | 1980 | 2001 | 2017 | 2019 | 2022 | 2024 |